# 大阪市立市岡小学校
大阪市立市岡小学校（おおさかしりつ いちおかしょうがっこう）は、大阪府大阪市港区にある公立小学校。

## 沿革
現在の港区にあたる地域では明治時代初期の学制に伴い、当時の西成郡市岡新田（町村制施行で西成郡川南村・1897年大阪市に編入）に1875年、市岡小学校（のち市岡尋常小学校・市岡国民学校）が設置された。この時に設置された市岡小学校は現在の港区弁天5丁目・弁天埠頭付近にあったが、太平洋戦争の戦災の影響で、1946年磯路小学校に統合され廃校となっている。
現在の市岡小学校の前身となるのは、1915年に設置された大阪市市岡第二尋常小学校である。地域の人口の増加に伴い、市岡地域で2番目の小学校として、市岡尋常小学校より分離する形で開設した。
さらに大正時代から昭和時代初期にかけて現在の港区は工業地帯となり、それに伴って地域人口が急増し、区内に次々と小学校が増設されていった。1930年には市岡第二校の校区を分割する形で、南市岡尋常高等小学校（現在の南市岡小学校）が開校している。
1941年には国民学校令が施行され、大阪市本市岡国民学校と称した。大阪市では国民学校への改編の際、従来「地域名＋学校設置順の番号」で名付けられていた学校について、番号での校名をやめ地名などを取り入れた校名へと改称する方針もあわせて出されたこともあり、「本市岡」の校名が採用されている。
太平洋戦争の戦局悪化により、1944年以降大阪市を含む大都市の国民学校児童について学童疎開を実施する方針が出された。縁故に頼らない児童は学校単位での集団疎開に参加することになった。大阪市では集団疎開先の府県は各行政区ごとに指定され、港区の国民学校には香川県が疎開先として割り当てられた。本市岡校では香川県香川郡香西町（現在の高松市）への疎開を実施している。
1945年3月13日から翌3月14日未明にかけての第一次大阪大空襲では校舎を半焼する被害を受けた。また校区も甚大な被害を受けている。
港区では戦災により壊滅的な被害を受け、終戦直後の地域人口は戦前比の96%減となった。国民学校の児童も激減し、戦前は20校あった国民学校について、終戦後の1946年4月には大半の学校を休校（のち正式廃校・再開した学校も一部あり）とし、本市岡・磯路・三先の3校へ統合している。本市岡国民学校は残った3校のうちの1校となり、近隣の南市岡国民学校を統合した。
1947年には学制改革により、大阪市立本市岡小学校と称した。さらに1年後の1948年には、現在の校名・大阪市立市岡小学校に改称している。
戦災からの地域復興により、1958年には大阪市立南市岡小学校（旧南市岡国民学校）が元の敷地で再開している。
2010年代に入ると、市岡小学校で児童数の増加が見込まれるようになった。一方で、通学区域が隣接する南市岡小学校は児童数が少ない状況であった。この状況を解消するため、市岡小学校の通学区域であった南市岡3丁目を2015年に調整区域としたのち、2018年に南市岡小学校へ変更した。

### 年表
- 1915年4月1日 - 大阪市市岡第二尋常小学校として創立。
- 1930年11月1日 - 大阪市南市岡尋常高等小学校（現在の大阪市立南市岡小学校）を分離。
- 1934年9月21日 - 室戸台風で校舎被災。
- 1941年4月1日 - 国民学校令により、大阪市本市岡国民学校に改称。
- 1944年9月 - 香川県へ学童集団疎開。
- 1945年3月14日 - 大阪大空襲で校舎焼失。
- 1946年4月1日 - 戦災により大阪市南市岡国民学校を統合。
- 1947年4月1日 - 学制改革により、大阪市立本市岡小学校に改称。
- 1948年4月1日 - 大阪市立市岡小学校に改称。
- 1950年9月3日 - ジェーン台風で校舎被災。
- 1958年 - 大阪市立南市岡小学校が再開。
- 1974年7月1日 - 養護学級を開設。
- 1977年5月31日 - 体育の指導で、文部大臣から表彰を受ける。
- 1994年11月 - 大阪市教育委員会指定研究学校（国語科）の研究発表を実施。
- 2004年6月 - 習熟度別学習を導入。
- 2015年4月 - 南市岡3丁目の通学区域を南市岡小学校との調整区域とする。
- 2018年4月 - 南市岡3丁目の通学区域を市岡小学校から南市岡小学校に変更。

## 通学区域
- 大阪市港区 市岡1丁目-4丁目。

卒業生は大阪市立港南中学校に進学する。

## 交通
- 大阪環状線・地下鉄中央線 弁天町駅 南へ約800m。徒歩10分
- 大阪シティバス 市岡バス停 南へ約150m。

## 卒業生
- 西川きよし[注釈 1]